# Паскалева, Цветана
Цветана Паскалева — армянская и болгарская журналистка, автор документальных фильмов. Член Международной ассоциации документалистов (Лос-Анджелес), Союза журналистов Армении и Болгарии, Союзов кинематографистов Армении и Болгарии.

## Биография
Паскалева родилась в Болгарии в городе Нова-Загора.
Будучи автором фильмов о грузино-южноосетинском конфликте 1990 года и студенткой ВГИКа, она посетила регион конфликта в Нагорном Карабахе и сняла документальный репортаж о депортации армянских жителей Чайкенда и Мартунашена, операции «Кольцо» и военных действиях в период Первой Карабахской войны.
Она решила оставить своё обучение в Москве и начиная с мая 1991 года стала выпускать документальные фильмы о Карабахской войне. Является автором 7 фильмов о Карабахе и «борьбе за выживание» армянского населения. Цветана с 1995 года работала на армянском телевидении как режиссёр и ведущий русскоязычной передачи о Карабахе «Дорогие мои, живые и мёртвые», которая была закрыта в 1997 года. В 1998—2000 годах Цветана Паскалева вела программу «Аспект».
Цветана Паскалева рассказала, что в декабре 2008-го ей была оказана честь посетить Болгарию в составе официальной армянской делегации, возглавляемой президентом Республики Армения Сержем Саргсяном. Впервые за 17 лет на родине Паскалевой из уст главы Армении на встречах с первыми лицами Болгарии, с представителями болгарских СМИ и армянской общины Болгарии прозвучала высокая государственная оценка её деятельности, был подчёркнут её вклад в летопись современного Карабаха.

## Фильмы
- «Высоты, надежды», 1991
- «Будет ли утро над Карабахом», 1992
- «Дорогие мои, живые и мёртвые», 1993
- «Раны Карабаха», 1994
- «Солдаты своей земли», 1994
- «Затишье», 1995
- «Вера и дух» о Взятии Шуши, 2001

## Награды
- 1994 — Бронзовая награда на ежегодном международном фестивале «Columbus International Film & Video Festival» за фильм «Раны Карабаха»[5].
- 1995 — Медаль «За отвагу», звание полковника Армии непризнанной НКР[6][7].
- 2009 — Награда Гарбиса Папазяна организации AGBU[2].
- 2009 — Медаль Мовсеса Хоренаци — по случаю 18-летия провозглашения независимости Республики Армения, за значительный вклад в развитие сферы журналистики и высокое профессиональное мастерство[8][9].
- 2015 — Медаль Признательности[арм.] — ко Дню Армии, за многолетний самоотверженный и плодотворный труд[10]